# Svartlösa landsfiskalsdistrikt
Svartlösa landsfiskalsdistrikt var 1918–1964 ett landsfiskalsdistrikt i Stockholms län, bildat som Tumba landsfiskalsdistrikt när Sveriges indelning i landsfiskalsdistrikt trädde i kraft den 1 januari 1918, enligt beslut den 7 september 1917. När Sveriges nya indelning i landsfiskalsdistrikt trädde i kraft den 1 januari 1952 (enligt kungörelsen 1 juni 1951) ändrades distriktets namn till Svartlösa landsfiskalsdistrikt. Den 1 januari 1965 avskaffades i Sverige samtliga landsfiskaler och landsfiskalsdistrikt, och deras arbetsuppgifter delades upp på de nyskapade indelningarna polisdistrikt, åklagardistrikt och kronofogdedistrikt.
Den 1 juli 1945 (enligt beslut den 29 juni 1945) fick landsfiskalsdistriktet två anställda landsfiskaler: den ena som polischef och allmän åklagare, och den andra som utmätningsman.
Landsfiskalsdistriktet låg under länsstyrelsen i Stockholms län.

## Ingående områden
Den 1 januari 1952 ändrades inte distriktets omfattning. Den 1 januari 1960 (enligt kungörelse den 18 december 1959) överfördes kommunerna Salem och Grödinge till Öknebo landsfiskalsdistrikt.

### Från 1918
Svartlösa härad:
- Botkyrka landskommun
- Grödinge landskommun
- Huddinge landskommun
- Salems landskommun

### Från 1 januari 1952
- Botkyrka landskommun
- Grödinge landskommun
- Huddinge landskommun
- Salems landskommun

### Från 1 januari 1960
- Botkyrka landskommun
- Huddinge landskommun